# Helga Schmid
Helga Maria Schmid (Dachau, Baviera; 8 de diciembre de 1960) es una diplomática alemana. Desde septiembre de 2016 ocupa el cargo de secretaria general del Servicio Europeo de Acción Exterior.

## Educación
Schmid tiene títulos avanzados en Literatura, Historia y Política por la Universidad de Múnich. También estudió Derecho Internacional y de la Unión Europea, Economía y Relaciones Internacionales en la Academia Diplomática de Viena.

## Carrera
Ha trabajado en varios puestos dentro del Gobierno alemán desde 1988 y fue secretaria privada adjunta del ministro de Asuntos Europeos entre 1990 y 1991. De 1991 a 1994 fue oficial de prensa y asuntos públicos de la embajada alemana en Washington D. C. De 1994 a 1998 Schmid trabajó como asesora política del ministro de Asuntos Exteriores Klaus Kinkel. De 1998 a 2000 ocupó el mismo cargo con el ministro de Asuntos Exteriores Joschka Fischer. Entre 2000 y 2005, ocupó varios puestos ejecutivos en la sede del Ministerio de Asuntos Exteriores en Berlín. Entre ellos, fue jefa de personal político y jefa de la Oficina Ministerial de 2003 a 2005, hasta que en 2006 pasó a ser directora del Servicio de Planificación de Políticas y Alerta Temprana del alto representante de la Unión para Asuntos Exteriores y Política de Seguridad, Javier Solana, en la Secretaría General del Consejo de la Unión Europea en Bruselas.
Tras la creación del Servicio Europeo de Acción Exterior, Schmid se convirtió en secretaria general adjunta de asuntos políticos en 2010. En este cargo, participó en las negociaciones para el programa nuclear de Irán. Su trabajo consistió en negociar con Abbas Araghchi y continuar las discusiones de alto nivel, mientras que el nivel técnico seguía en curso. En las negociaciones para el acuerdo nuclear del G-3 europeo con Irán, Schmid fue la autora principal del tratado de cien páginas que se concluyó con éxito en 2015, al tiempo que contaba con el visto bueno de Hasán Rohaní, que en ese momento era el principal negociador iraní en la disputa nuclear.

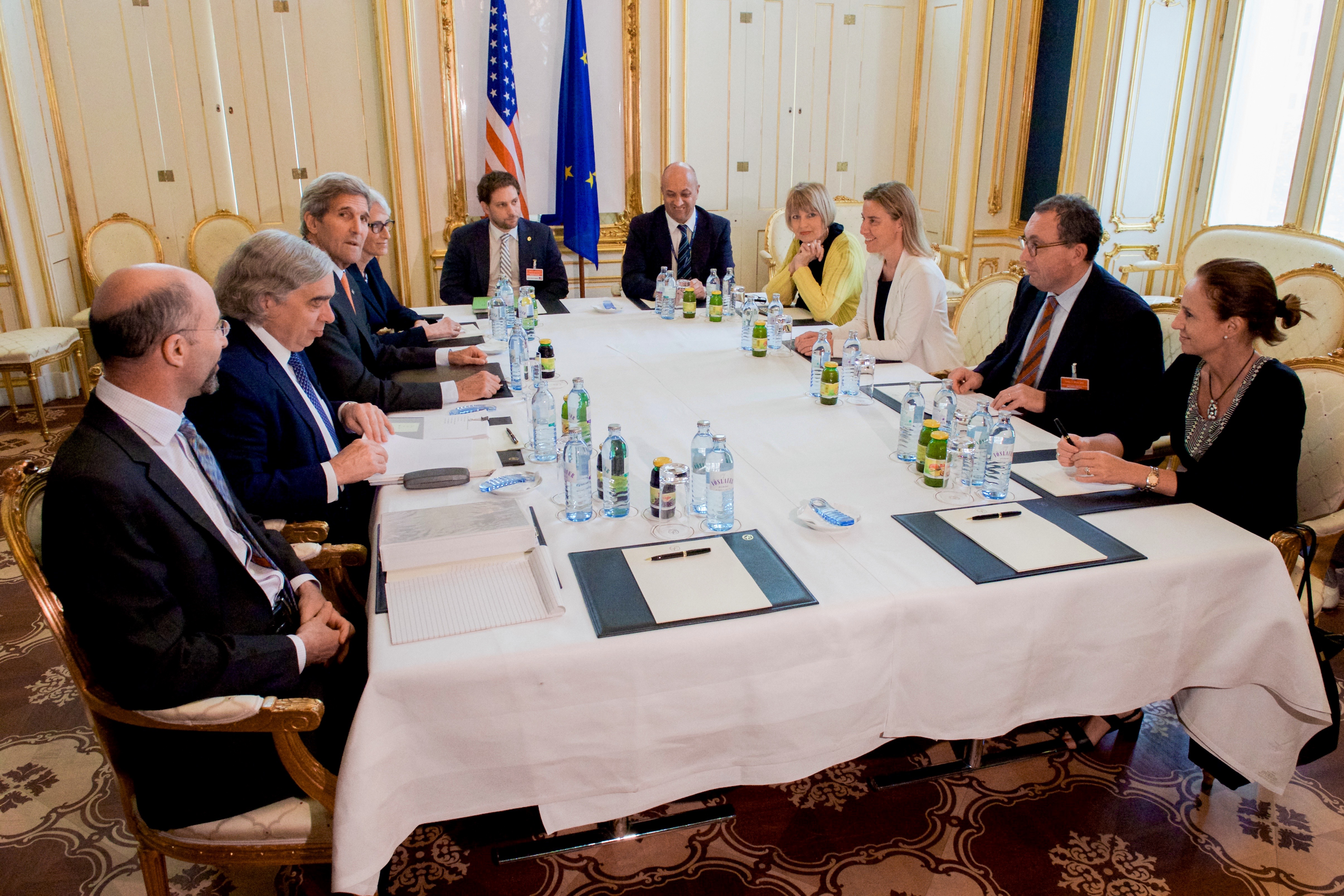
Intercambio de notas durante las negociaciones sobre el futuro del programa nuclear de Irán en 2015.

El 1 de septiembre de 2016 Helga Schmid relevó a Alain Le Roy como secretaria general del Servicio Europeo de Acción Exterior.

## Premios
En 2009, Helga Schmid recibió la Medalla por Servicios Especiales a Baviera en una Europa Unida. En noviembre de 2015, el ministro de Asuntos Exteriores Frank-Walter Steinmeier le otorgó la Cruz Federal al Mérito clase I.

## Citas
Las mujeres son las mejores negociadoras.

En lo que respecta a la solución de la crisis de Siria, la posición de la UE es clara: solo se puede lograr una solución duradera del conflicto mediante un proceso político dirigido por Siria que conduzca a una transición. Lo que significa, obviamente, que también hablas con los representantes del régimen de Assad.